# غویله ناقد
غویله ناقد، روستایی از توابع بخش مرکزی شهرستان رامهرمز در استان خوزستان ایران است.که درجوارپیرسیدعزیزواقع شده است.

## جمعیت
این روستا در دهستان حومه‌غربی قرار دارد و براساس سرشماری مرکز آمار ایران در سال ۱۳۸۵، جمعیت آن ۱۳۴ نفر (۲۹خانوار) بوده‌است.